# Periclimenes pectiniferus
Periclimenes pectiniferus är en kräftdjursart som beskrevs av Lipke Bijdeley Holthuis 1952. Periclimenes pectiniferus ingår i släktet Periclimenes och familjen Palaemonidae. Inga underarter finns listade i Catalogue of Life.